# سلطنة كوبو
سلطنة كوبو (بالملايوية: Kesultanan Kubu)‏ إمارة إسلامية سابقة في غرب جزيرة بورنيو إحدى جزر أرخبيل الملايو. أسس هذه الإمارة عيدروس بن عبد الرحمن العيدروس عام 1772 ثم تتابع الحكم فيها بين أفراد ذريته. وعندما احتلت اليابان جزر الشرق عسكريا في الحرب العالمية الثانية قضت على هذه الإمارة وأفرادها قتلا، كما قضت على سلطنة آل القدري في فونتيانق، وعلى إمارات ماتان وممفاوه وغيرها. وبعد تشكيل الحكومة الإندونيسية تم تسليم السلطنة لتصبح جزءًا من جمهورية إندونيسيا في عام 1950.

## التاريخ
يرتبط تاريخ سلطنة كوبو ارتباطًا وثيقًا بتاريخ سلطنة فونتيانق. فكلاهما تأسس على أيد مجموعة من العرب المهاجرين الذين انطلق آباؤهم من حضرموت في جنوب الجزيرة العربية إلى جزر الشرق الأقصى. وكان مؤسس سلطنة كوبو عيدروس بن عبد الرحمن العيدروس قد أسس مستوطنته بالقرب من مصب نهر تيرينتانغ في جنوب غرب جزيرة بورنيو. وهو صهر السلطان الأول لفونتيانق عبد الرحمن القدري. ثم ازدهرت السلطنة من خلال التجارة وأقامت علاقات جيدة مع بريطانيا في عهد الحاكم السير توماس ستامفورد رافلز حتى بعد عودة الهولنديين إلى جزر الهند الشرقية وقيام سنغافورة. ومع ذلك لم تكن هذه العلاقة محبوبة من جهة الحكومة الهولندية التي سيطرت رسميًا على جزيرة بورنيو عن طريق إبرام سلسلة من العقود مع حكام المناطق في عام 1823. وكانت الهيمنة الهولندية قوية بما يكفي في غرب كالمنتان لإجبار محمد بن عيدروس على عقد اتفاق مع الحكومة الهولندية والخضوع لحكمهم. وقد رفض هذا الأمر بشدة شقيقه علوي بن عيدروس الذي قرر الهجرة إلى مكان آخر بسبب ذلك. وذهب بعائلته وبعض أتباعه إلى منطقة ساراواك، التي كانت في ذلك الوقت إحدى أراضي الحكومة البريطانية، واستقروا فيها.
وفي عام 1911 عزل الهولنديون عباس بن حسن عن منصب السلطان لصالح ابن عمه زين بن إسماعيل عندما كان هناك صراع على منصب الملك ولكنه تنازل عن الحكم بعد عدة سنوات دون أن يترك وريث شرعي للعرش. وتم إضفاء الشرعية لمسؤولين ملكيين كانوا موجودين في تلك الفترة كحكام مؤقتين. وبعد مدة من الزمن حصل صالح بن عيدروس على شرف السلطة وحظي باحترام كبير من الحكومة الهولندية. وعندما وصلت القوات اليابانية إلى جزيرة بورنيو أعدم مع من أعدم من كبراء المسلمين والشخصيات المرموقة والعلماء والأمراء، وعين اليابانيون حسن بن زين ليكون رئيسًا للمجلس الملكي للسلطنة. وانتهت السلطنة عندما ألغتها حكومة جمهورية إندونيسيا في عام 1950.

## الحكام
وهذه قائمة بأسماء الحكام الذين تعاقبوا في حكم السلطنة:
1. عيدروس بن عبد الرحمن بن علي العيدروس (1772 – 1795)
2. محمد بن عيدروس بن عبد الرحمن العيدروس (1795 – 1829)
3. عبد الرحمن بن محمد بن عيدروس العيدروس (1829 – 1841)
4. إسماعيل بن عبد الرحمن بن محمد بن عيدروس العيدروس (1841 – 1864)
5. حسن بن عبد الرحمن بن محمد بن عيدروس العيدروس (1864 – 1900)
6. عباس بن حسن بن عبد الرحمن بن محمد بن عيدروس العيدروس (1900 – 1911)
7. زين بن إسماعيل بن عبد الرحمن بن محمد بن عيدروس العيدروس (1911 – 1919)
8. صالح بن عيدروس بن عبد الرحمن بن علوي بن عيدروس العيدروس (1921 – 1943)
9. حسن بن زين بن إسماعيل بن عبد الرحمن بن محمد بن عيدروس العيدروس (1943 – 1950)